# Euphyia jacintharia
Euphyia jacintharia là một loài bướm đêm trong họ Geometridae.